# Kronsgaard
Kronsgaard là một đô thị thuộc huyện Schleswig-Flensburg, trong bang Schleswig-Holstein, nước Đức. Đô thị Kronsgaard có diện tích 5,92 km², dân số thời điểm 31 tháng 12 năm 2006 là 254 người.